# O2 Apollo Manchester
Die O2 Apollo Manchester (umgangssprachlich auch The Apollo; früher bekannt als Apollo Theatre (1938–1962, 2010), Manchester Apollo (1962–2003) und Carling Apollo Manchester (2003–09)) ist ein Konzertgelände in Manchester, England.
Das Theater wurde von den Architekten Peter Cummings, Alex Irvine und R. Gillespie Williams entworfen. Es wurde ursprünglich als Kino- und Varietétheater von der Schauspielern Margaret Lockwood eröffnet. In den 1970er Jahren wurde das Theater zur Konzertarena umfunktioniert und behält diesen Nutzen bis heute inne. Das Gebäude wird von Live Nation Entertainment betrieben und besitzt eine Zuschauerkapazität von 3.500 Plätzen (2.514 Stehplätze und 986 Sitze).
- Eric Clapton spielte während seiner From the Cradle World Tour hier.
- 2017 trat die Rockband Yes anlässlich ihrer Tour durch das Vereinigte Königreich im Apollo Theater auf.[1]
- Die Scorpions gaben zwischen 1980 und 2008 insgesamt 12 Konzerte im Apollo.